# Instituto Nacional de Ciberseguridad
El Instituto Nacional de Ciberseguridad (INCIBE), oficialmente S.M.E. Instituto Nacional de Ciberseguridad de España M.P, S.A. es una empresa pública española, con la consideración de medio propio de la Administración, organizada como sociedad anónima propiedad del Ministerio para la Transformación Digital y de la Función Pública a través de la Secretaría de Estado de Telecomunicaciones e Infraestructuras Digitales.
La compañía se dedica a dar soporte en materia de seguridad informática a los ciudadanos, empresas públicas y privadas, así como a las administraciones públicas y sus organismos, y a las instituciones académicas y de investigación, especialmente aquellas que gestionan infraestructuras críticas. Asimismo, participa en la Estrategia Nacional de Ciberseguridad.
Tiene su sede oficial en la ciudad de León, en la avenida José Aguado n.º 41, y mantuvo una oficina en la plaza Manuel Gómez Moreno de Madrid.

## Historia
El Instituto nació en el año 2006 como Instituto Nacional de Tecnologías de la Comunicación (INTECO), cuya misión era impulsar y desarrollar proyectos de innovación en el sector de las tecnologías de la información y la comunicación (TIC). 
En el año 2012, su actividad se focalizó en el ámbito de la ciberseguridad de forma específica, para pasar en 2014 a denominarse Instituto Nacional de Ciberseguridad (INCIBE), a raíz de la evolución de los riesgos globales y de las ciberamenazas.
Desde el 15 de enero de 2020, INCIBE es autoridad de numeración (CNA) de Common Vulnerabilities and Exposures (CVE), es decir, una organización asociada con el MITRE (vinculado con la Administración de Estados Unidos) para identificar, asignar identificadores CVE y distribuir información sobre vulnerabilidades.

## Servicios
Para llevar a cabo la labor, INCIBE se asienta en tres pilares fundamentales, que son: 
- Servicios de ciberseguridad: son servicios de respuesta ante incidentes de ciberseguridad orientados a ciudadanos, empresas, profesionales y el entorno del menor (con el foco en la labor de padres y educadores)..
- Tecnologías de ciberseguridad: INCIBE desarrolla tecnologías y herramientas que permiten identificar, catalogar y analizar incidentes de seguridad y establece distintas colaboraciones con las Fuerzas y Cuerpos de Seguridad del Estado en su lucha contra los ciberdelitos.
- Apoyo al desarrollo de la industria, I+D+i y talento: soporte al desarrollo de la industria nacional de la ciberseguridad, en línea con su rol dentro del Ministerio de Economía y Empresa (MINECO) con el fin de facilitar el impulso de nuevas empresas y fomentar el talento y la I+D+i.

Del mismo modo, cuenta con un servicio de atención telefónica, donde los ciudadanos y las empresas pueden plantear sus dudas y obtener ayuda para resolver problemas, a través del teléfono 017.

## Canales y centros
- La Oficina de Seguridad del Internauta (OSI): Servicio que INCIBE pone a disposición de los ciudadanos para proporcionarles la información y el soporte necesarios para evitar y resolver los problemas de seguridad que pueden existir al navegar por Internet. Su objetivo es reforzar la confianza en el ámbito digital a través de la formación en materia de ciberseguridad.
- Internet Segura for Kids (IS4K): Es el Centro de Seguridad en Internet para menores de edad en España y tiene por objetivo la promoción del uso seguro y responsable de Internet y las nuevas tecnologías entre los niños y adolescentes. IS4K está liderado y coordinado por la Secretaría de Estado para el Avance Digital, con el soporte de Red.es, y ejecuta sus servicios a través del INCIBE en colaboración con otras entidades. En línea con la estrategia europea Better Internet for Kids (BIK), forma parte de la red paneuropea INSAFE de Centros de Seguridad en Internet y está cofinanciado por la Comisión Europea.
- INCIBE-CERT: Centro de respuesta a incidentes de seguridad de referencia para los ciudadanos y entidades de derecho privado en España operado por INCIBE tras la aprobación por parte del Gobierno del Real Decreto-ley[6] para la trasposición de la Directiva NIS (por las iniciales en inglés de «Seguridad de las Redes y los Sistemas de Información»).[7][8] En el caso de la gestión de incidentes que afecten a operadores críticos del sector privado, INCIBE-CERT está operado conjuntamente por INCIBE y el Centro Nacional de Protección de Infraestructuras y Ciberseguridad (CNPIC) del Ministerio del Interior.
- Protege tu Empresa: Es el canal que INCIBE tiene desde el año 2014 para dirigirse a los autónomos y pymes españolas, con el objetivo de concienciarlas sobre la importancia que tiene la información que manejan y ofrecerles las pautas necesarias para protegerlas, utilizando para ello un enfoque adaptado a empresas con diferente tamaño y nivel de dependencia tecnológica. A través de ‘Protege tu empresa’, INCIBE ofrece iniciativas formativas, herramientas y servicios de información.

## Eventos
Desde INCIBE se organizan grandes eventos relacionados con la ciberseguridad, siendo los principales:
- ENISE (Encuentro Internacional de Seguridad de la Información): Se celebra en León cada año, en el mes de octubre. Se trata de un punto de encuentro internacional para analizar colectivamente los avances más significativos en el sector de la ciberseguridad.

- CyberCamp: Es un gran evento de ciberseguridad que INCIBE organiza anualmente de manera itinerante por España. Su objetivo es acercar la ciberseguridad a todos los ciudadanos, y persigue identificar trayectorias profesionales de los jóvenes talentos; llegar a las familias, a través de actividades técnicas de concienciación y difusión de la ciberseguridad y despertar e impulsar el talento en ciberseguridad mediante talleres y retos técnicos y competiciones.

- Cybersecurity Summer BootCamp (SBC): INCIBE, en colaboración con la Organización de Estados Americanos (OEA), organiza cada año en León, en el mes de julio, este evento internacional. Se trata de un programa de capacitación especializada en ciberseguridad dirigido a técnicos de CERTs, oficiales de las Fuerzas y Cuerpos de Seguridad del Estado (FCSE), así como a aquellos que estén interesados en el desarrollo de políticas nacionales de ciberseguridad.